# Marek Saganowski
Marek Mirosław Saganowski (født 31. oktober 1978 i Lódz, Polen) er en professionel polsk fodboldspiller, som spiller for Legia Warszawa. Han har tidligere været udlejet til danske AaB og har også spillet for tyske Hamburger SV og Orlen Płock, Odra Wodzisław Śląski, Legia Warszawa, Vitória Sport Clube, Troyes AC, Southampton F.C., Atromitos F.C. og ŁKS Łódź.